# Municipio de Nordland (condado de Lyon)
El municipio de Nordland (en inglés: Nordland Township) es un municipio ubicado en el condado de Lyon en el estado estadounidense de Minnesota. En el año 2010 tenía una población de 213 habitantes y una densidad poblacional de 2,34 personas por km².

## Geografía
El municipio de Nordland se encuentra ubicado en las coordenadas 44°30′4″N 96°1′9″O / 44.50111, -96.01917. Según la Oficina del Censo de los Estados Unidos, el municipio tiene una superficie total de 91.08 km², de la cual 91,08 km² corresponden a tierra firme y (0 %) 0 km² es agua.

## Demografía
Según el censo de 2010, había 213 personas residiendo en el municipio de Nordland. La densidad de población era de 2,34 hab./km². De los 213 habitantes, el municipio de Nordland estaba compuesto por el 96,71 % blancos, el 2,82 % eran de otras razas y el 0,47 % eran de una mezcla de razas. Del total de la población el 2,82 % eran hispanos o latinos de cualquier raza.